# Truden im Naturpark
Truden im Naturpark är en ort och kommun i provinsen Sydtyrolen i regionen Trentino-Sydtyrolen i Italien. Kommunen hade 1 040 invånare (2018).